# Fraser Anning

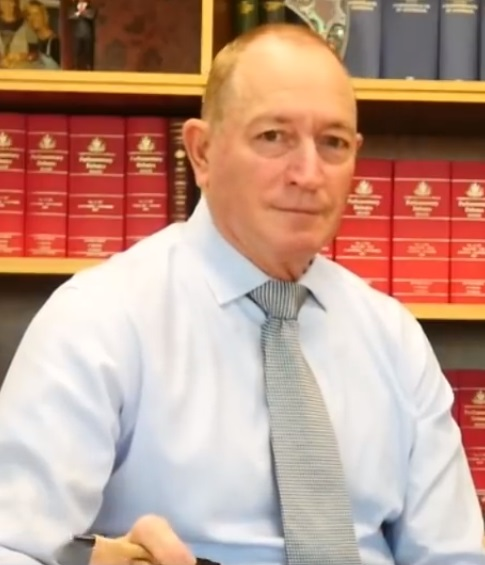
Fraser Anning, 2018

William Fraser Anning (geboren 14. Oktober 1949 in Brisbane) ist ein australischer Politiker und erhielt 2017 als Nachrücker einen Sitz im Australischen Senat. Er ist für seine rassistischen und islamophoben Äußerungen bekannt. Anning war Mitglied mehrerer Parteien, darunter der rechtspopulistischen One Nation. Vor der Parlamentswahl im Mai 2019 gründete er eine neue Partei mit seinem Namen. Sowohl seine Partei als auch seine Kandidatur blieb erfolglos.
Weltweit bekannt wurde Anning, nachdem der 17-Jährige Will Connolly ein Ei auf seinem Kopf zerschlug, da er die Schuld für den Anschlag auf zwei Moscheen in Christchurch im Jahr 2019 der neuseeländischen Einwanderungspolitik und dem Islam gab.

## Frühes Leben
Über das frühe Leben von Fraser Anning ist wenig bekannt. Er ist der Sohn von Henry Anning und seiner Frau. Anning hat ein Studium mit einem Diplom abgeschlossen und diente fünf Jahre lang in einem Infanteriebataillon der Australian Army. Er ist verheiratet und hat zwei Töchter. Neben einem landwirtschaftlichen Betrieb besitzt und betreibt Fraser Anning mehrere Hotels und eine Flugzeugfabrik.

## Familiengeschichte
Nachdem die neue britische Kolonie Queensland im Jahr 1859 gegründet wurde, verstärkte sich europäische Besiedelung. Einer dieser Siedler war sein Urgroßvater Charles Anning, ein Brite, der sich mit seinen fünf Söhnen im Jahr 1862 in Queensland in der Nähe des Cape River niederließ. Charles Anning baute mit seiner Familie die Viehzuchtstation Reedy Springs auf. Drei Jahre später wurde in seiner Nähe am Palmer River Gold gefunden. Dadurch kamen viele Goldgräber in dieses Gebiet und seine Söhne hatten schon kurz nach dem Aufbau der Farm des Vaters begonnen, eigene landwirtschaftliche Betriebe in der Gegend  aufzubauen. Diese prosperierten wirtschaftlich, weil sie die Goldgräber mit landwirtschaftlichen Produkten versorgen konnten.
Mit diesen Einnahmen konnten die Brüder weitere große landwirtschaftliche Flächen in der Umgebung von Hughenden erwerben. Durch ihre Landnahme entstanden Konflikte mit den dort lebenden Aborigines, die ihr Vieh stahlen und verzehrten. Dies bekämpften sie mit Waffengewalt, zerstörten nicht nur ihre Lebensgrundlagen als Jäger und Sammler, sondern zerstörten auch ihre Lager. Dort nahmen sie junge Männer fest und zwangen sie, bei ihnen zu arbeiten.

## Politische Karriere
Anning wurde am 10. November 2017 Nachfolger von Malcom Roberts, ein Mitglied der One Nation. Roberts musste sein Amt niederlegen, als bekannt wurde, dass er zwei Staatsbürgerschaften besitzt. Dies erlaubt das australische Wahlrecht nicht. Fraser Anning war bis zum Juni 2018 Mitglied der rechtspopulistischen One Nation, die von Pauline Hanson geführt wird. Anschließend trat der Katter’s Australian Party bei.
Die Katter's Australian Party schloss ihn aus, weil er trotz Unterlassungsaufforderung weithin von europäischer und nichteuropäischer Einwanderung sprach. Dies sei rassistisch. Seitdem sitzt er als Unabhängiger im Australischen Senat.
Als Anning in seiner ersten Rede im Senat im August 2017 die rassistische White Australia Policy pries, sprach er sich ferner für ein Ende der Einwanderung von Muslimen aus. Er nannte in diesem Zusammenhang auch den Begriff "final solution" (deutsch: "Endlösung"), ein Begriff, der aus dem Vokabular der Nationalsozialisten stammt und die Endlösung der Judenfrage bedeutet.
Anning unterstützt rechtsextreme Gruppierungen Australiens. So rief er beispielsweise zur Unterstützung einer Demonstration im Januar 2019 in St Kilda auf, einer Vorstadt von Melbourne. An dieser Veranstaltung nahm er selbst teil und sprach erneut von einer Endlösung der australischen Einwanderung von Muslimen. Diese Veranstaltung wurde von der rechtsradikalen Gruppierung der United Patriots Front unter Teilnahme ihrer Führer Blair Cottrell und Neil Erikson abgehalten. Annings Verhalten brachte ihn heftige Kritik im Senat von Queensland und von Premierminister Scott Morrison ein. Zur Veranstaltung von etwa 100 Rechtsradikalen fanden sich etwa 200 Gegendemonstranten ein, die von Polizeikräften getrennt wurden.
Weltweit bekannt wurde Anning nach dem Anschlag auf zwei Moscheen in Christchurch 2019, als er als Grund die Einwanderungspolitik Neuseelands und den Islam angab. Mit dieser Aussage löste er wütende Reaktionen im In- und Ausland aus. Dafür wurde ihm später am 16. März 2019 von dem 17-jährigen Australier Will Connolly ein rohes Ei auf den Hinterkopf geschlagen. Eine Petition mit über 1,4 Millionen Unterschriften verlangte seine Entfernung aus dem Parlament.
Bei der Parlamentswahl im Australien im Mai 2019 kandidierte Fraser Anning erneut, nachdem er im April 2019 die Fraser Anning's Conservative National Party gegründet hatte. Er verlor seinen Sitz und schied am 30. Juni 2019 aus dem Parlament aus.

## Insolvenz
Im August 2019 wurde bekannt, dass eine Tochtergesellschaft der Bendigo Bank, die ABL Nominees, beim zuständigen Bundesgericht in Adelaide einen Insolvenzantrag auf Feststellung der Zahlungsunfähigkeit von Fraser Anning gestellt hatte. Die Presse ging davon aus, dass Anning Schulden in Höhe von 185.000 US-Dollar nicht bedienen kann, die er für seinen landwirtschaften Betrieb aufnahm. Beim ersten Gerichtstermin erklärte sein Anwalt, dass er sich zu diesem Zeitpunkt in den Vereinigten Staaten aufhalte. Am 16. März 2020 – dem Tag vor einem Jahr als Connolly ein Ei auf seinem Kopf zerschlagen hatte –  wurde Fraser für zahlungsunfähig erklärt.